# Femke Van den Driessche
Femke Van den Driessche (* 27. srpna 1996, Asse) je belgická cyklokrosařka.
V roce 2015 vyhrála mistrovství Evropy v cyklokrosu v kategorii U23.
V roce 2016 získala belgický titul ve stejné kategorii.

## Mechanický doping
Na mistrovství světa v cyklokrosu 2016 v belgickém Heusden-Zolderu ji komisaři UCI po prvním odjetém kole závodu žen do 23 let v depu odebrali a překontrolovali kolo. Van den Driesscheová v závodě pokračovala, ale ve čtvrtém kole vzdala kvůli údajně přetrženému řetězu. Na tiskové konferenci po závodě oznámil prezident UCI Brian Cookson, že byl nalezen motorek napojený na středové složení jejího kola. Závodnice tvrdí, že kolo nebylo její a do jejího depa se dostalo omylem. Podezření se prokázalo a Van den Driesscheové byla zpětně od 15.10.2015 zastavena činnost na šest let, byly ji odebrány tituly z mistrovství Evropy 2015 a z belgického mistrovství 2016. Musela také vrátit ceny s těmito tituly spojené a dostala pokutu 20 000 švýcarských franků. Jedná se o první prokázaný mechanický doping v historii cyklistiky.